# جيرالد كابلان
جيرالد كابلان هو صحفي سياسي كندي، ولد في 8 مارس 1938.